# Лунка (Біхор)
Лунка (рум. Lunca) — село у повіті Біхор в Румунії. Адміністративний центр комуни Лунка.
Село розташоване на відстані 367 км на північний захід від Бухареста, 72 км на південний схід від Ораді, 92 км на захід від Клуж-Напоки, 126 км на північний схід від Тімішоари.

## Населення
За даними перепису населення 2002 року у селі проживали 977 осіб. Рідною мовою 974 особи (99,7%) назвали румунську.
Національний склад населення села:
| Національність | Кількість осіб | Відсоток |
| -------------- | -------------- | -------- |
| румуни         | 960            | 98,3%    |
| цигани         | 11             | 1,1%     |
| угорці         | 6              | 0,6%     |